# Vladimír Skalička
Vladimír Skalička (19. srpna 1909 Praha – 17. ledna 1991) byl český jazykovědec a polyglot, překladatel a tlumočník z finštiny, angličtiny, maďarštiny, korejštiny a němčiny a vysokoškolský profesor.

## Biografie
Vladimír Skalička se narodil 19. srpna 1909 v Praze. Jeho otec byl lékař-psychiatr a matka byla malířka. Po maturitě na akademickém gymnáziu v Praze studoval v letech 1927–1930 na Filozofické fakultě Univerzity Karlovy, kde studium uzavřel doktorátem z bohemistiky. Poté studoval na univerzitě v Helsinkách (1931–1932) a v Budapešti (1934). Kromě češtiny se věnoval studiu mnoha dalších jazyků, jmenovitě latiny, finštiny, maďarštiny a turečtiny.
V roce 1935 publikoval spis Zur ungarischen Grammatik a o čtyři roky později byl na základě této práce habilitován pro ugrofinskou jazykovědu (1939). Po válce (1946) byl jmenován profesorem obecné jazykovědy a zaujal místo na nově zřízené stolici pro tento obor na Karlově univerzitě. Vladimír Skalička byl aktivním komunistou a svými postoji ovlivnil i některé své žáky. V letech 1951–1952 byl děkanem Filozofické fakulty Univerzity Karlovy. V roce 1960 mu byla udělena hodnost doktora věd (DrSc.), o dva roky později se stal členem-korespondentem Československé akademie věd (1962).
Na počátku tzv. normalizace byl vyškrtnut z KSČ a poté ho tehdejší režim odsunul na okraj univerzitního života. Ale i v sedmdesátých letech pokračoval v publikační činnosti, a to i v zahraničí.
Za dobu svého života byl členem mnoha jazykovědných sdružení, namátkou Český esperantský svaz, a pravidelně navštěvoval Pražský lingvistický kroužek. Zabýval se především obecnou jazykovědou, vrcholem jeho díla bylo rozdělení světových jazyků na pět skupin: flexivní, introflexivní, aglutinační, izolační a polysyntetické (tzv. Skaličkova typologie jazyků). Jeho teorie patří k největším dílům světové lingvistiky 20. století, ačkoli má také celou řadu odpůrců. Skalička ke svému rozdělení dospěl po mnohaletém výzkumu, během něhož se seznámil alespoň zběžně s více než 1200 jazyky z celého světa.

## Literární dílo

### Vlastní tvorba
- Zur ungarischen Grammatik, 1935
- Asymetrický dualismus jazykových jednotek, 1935
- Čech mezi Maďary – Maďarsky, 1937
- Bemerkungen zur Kongruenz, 1937
- Korejská fonetika, 1937
- Vývoj české deklinace – Studie typologická, 1941
- Typ češtiny, 1951
- Evropský překladatel do deseti jazyků, 1951
- Česká mluvnice v kostce, 1952
- Úvod do jazykozpytu, 1953
- Maďarsky snadno a rychle, 1959
- Vývoj jazyka – soubor statí, 1960
- Úvod do jazykovědy, 1963
- Velký česko-německý německo-český slovník, 1965
- Učebnice němčiny pro začátečníky i pokročilé, 1966
- Vladimír Skalička – souborné dílo, 2004–2006, 3 svazky, editor František Čermák, ISBN 80-246-0601-1

### Překlady
- Kivi, Aleksis: Sedm bratří (Seitsemän veljestä), česky 1941
- Waltari, Mika: Cizinec přichází (Vieras mies tuli taloon), česky 1941
- Sillanpää, Frans Eemil: Srpen (Elokuu), česky 1943
- Předmluva překladu – Saussure, Ferdinand de: Kurs obecné lingvistiky, česky 1989

## O literárním díle V. Skaličky
- ČERMÁK, Petr. Tipología del español actual a la luz de la teoría de Vladimír Skalička. Praha: Karolinum. 1. vyd. 2009. 232 S. ISBN 978-80-246-1673-5.
- ČERMÁK, Petr, ČERMÁK, Jan, ČERMÁK, František. Souborné dílo Vladimíra Skaličky - 1. díl (1931-1950). Praha: Karolinum. 2004. 466 S. ISBN 802460549X.
- ČERMÁK, Petr, ČERMÁK, Jan, ČERMÁK, František. Souborné dílo Vladimíra Skaličky - 2. díl (1951-1963). Praha: Karolinum. 2004. 454 S. ISBN 80-246-0734-4.
- ČERMÁK, Petr, ČERMÁK, Jan, ČERMÁK, František. Souborné dílo Vladimíra Skaličky - 3. díl (1964-1994). Praha: Karolinum. 2006. 483 S. ISBN 80-246-0939-8.